# Philippsschloss

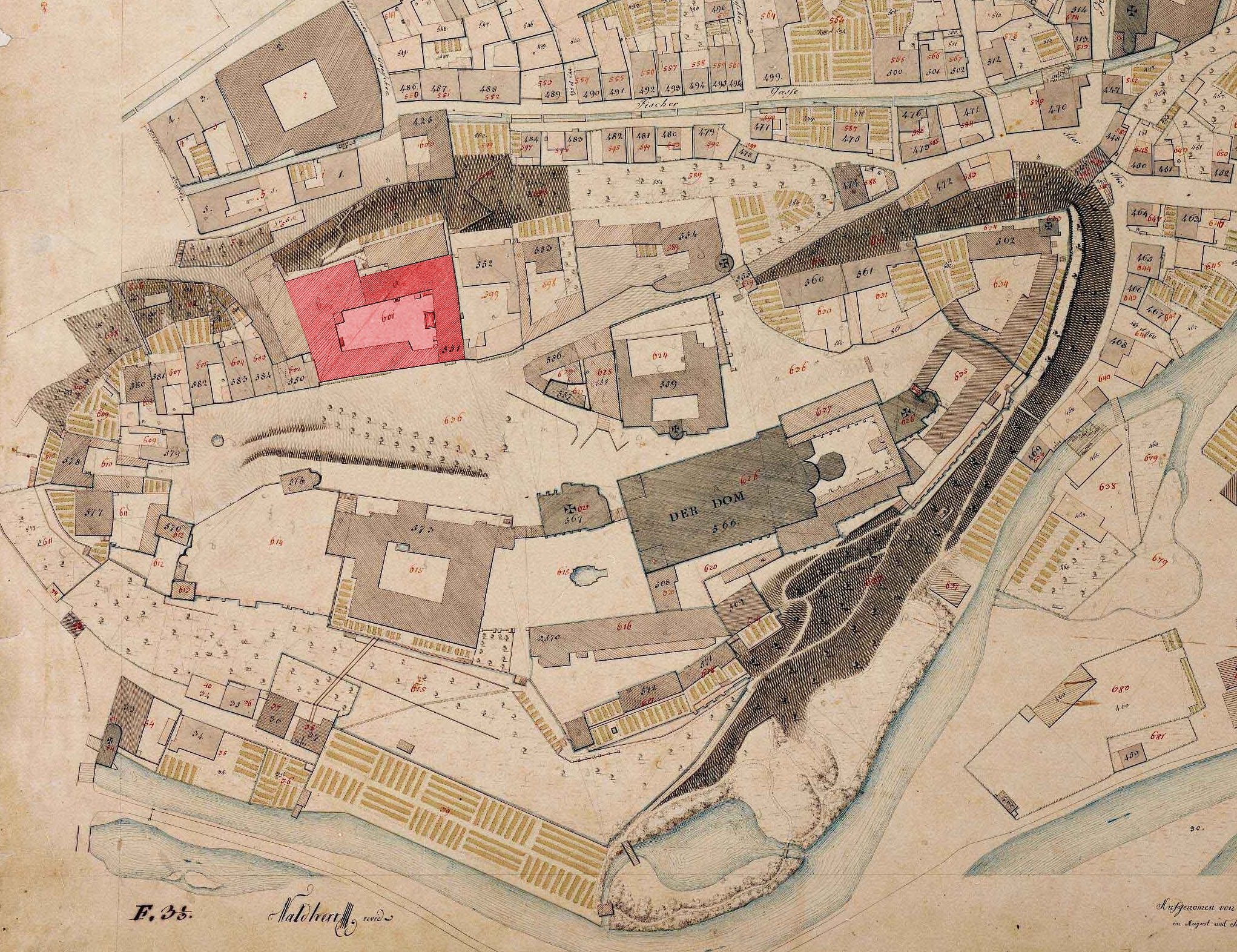
Lage des Schlosses auf dem Uraufnahmeblatt von 1809

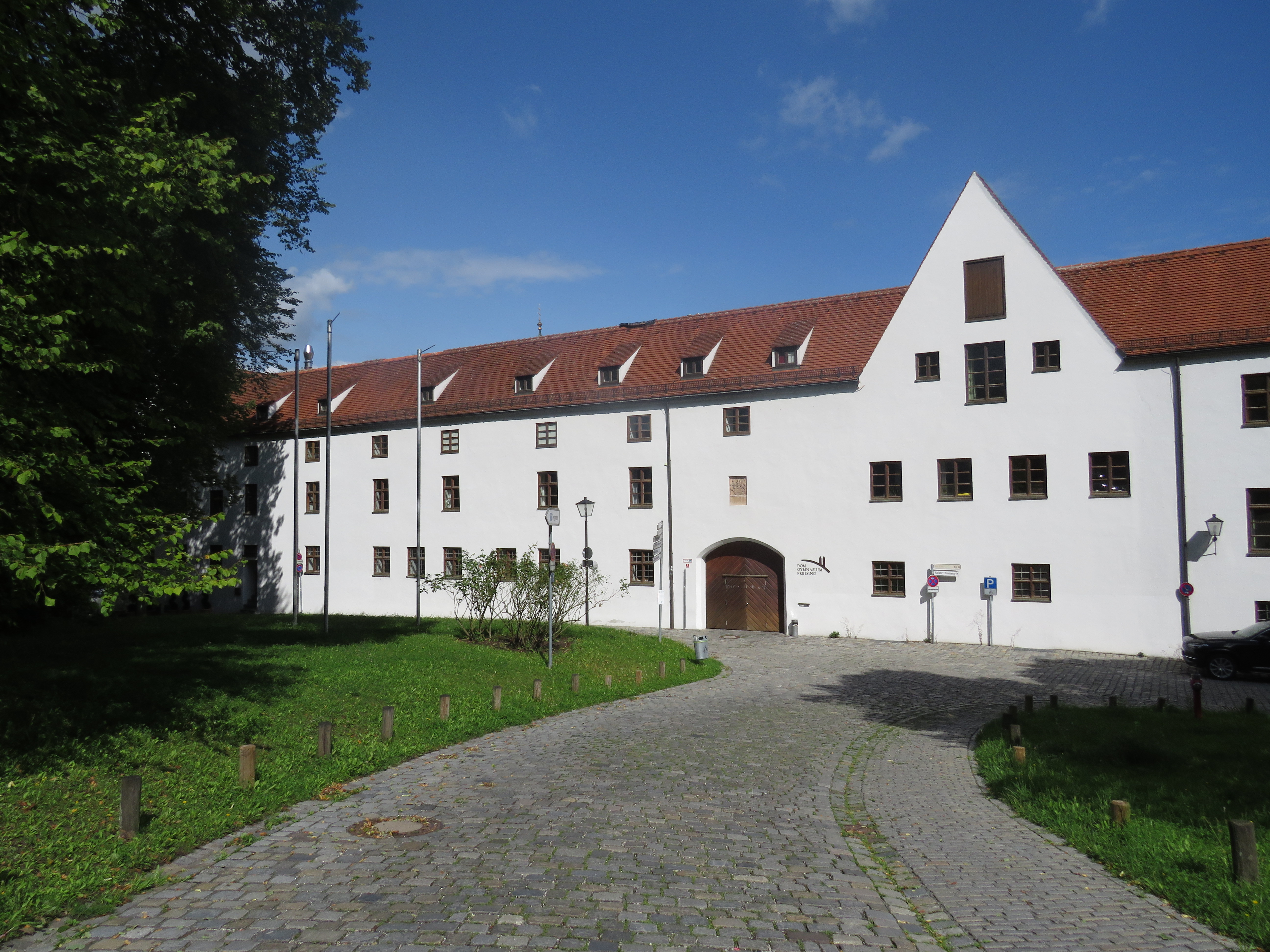
Erhalten gebliebene Südfassade

Das Philippsschloss war ein spätmittelalterliches Schloss auf dem Freisinger Domberg.

## Geschichte
Das Schloss wurde im Auftrag von Fürstbischof Philipp von der Pfalz von 1534 bis 1537 erbaut. Philipp war seit 1498 Fürstbischof zu Freising und seit 1534 auch Fürstbischof zu Naumburg. Philipp hatte die Absicht, sein Bischofsamt zu Gunsten seines Bruders Heinrich aufzugeben, und wollte das Schloss als Ruhesitz nutzen. Er starb jedoch 1541 im Amt.
Der vierflügelige Bau stand an der Nordseite des Dombergs. Ab Mitte des 17. Jahrhunderts bis 1912 wurde hier vom Hofbrauhaus Freising Bier gebraut. Nach dem Umzug der Brauerei wurden die für den Betrieb im Laufe der Zeit errichteten Zubauten abgerissen. In dieser Zeit war hier eine Berufsschule untergebracht. Die Pallottiner hatten hier von 1919 bis 1930 ihren ersten Sitz in Freising, bevor sie in das neugebaute Missionsseminar nördlich der Innenstadt zogen. Nach dem Zweiten Weltkrieg wurde das Schloss als Wohngebäude genutzt. 1975 bis 1980 wurde auf dem Gelände des Schlosses und zweier benachbarten Domherrenhöfe das neue Gebäude des Dom-Gymnasiums Freising errichtet. Ursprüngliche Planungen, das Schloss komplett niederzureißen, wurden verhindert, sodass einige Teile in den Neubau integriert wurden. So blieben unter anderem die Südfassade hin zum Dom und eine Gewölbehalle erhalten.